# フィリッパ・オブ・エノー

紋章

フィリッパ・オブ・エノー（Philippa of Hainault, KG, 1314年6月24日 - 1369年8月15日）は、イングランド王エドワード3世の王妃。エノー伯ギヨーム1世（ホラント伯、ゼーラント伯としてはウィレム3世）とヴァロワ伯シャルルの娘（フランス王フィリップ6世の妹）ジャンヌの娘で、父方からイングランド王スティーブンの血を引いている。ガーター騎士団初の女性受勲者としても知られている。
姉マルガレーテは神聖ローマ皇帝ルートヴィヒ4世の皇后。兄はエノー伯、ホラント伯、ゼーラント伯ギヨーム2世。フランス王ジャン2世は母方の従兄に当たる。

## 生涯
フィリッパは1325年、父の屋敷にエドワード王太子（後のエドワード3世）が母イザベラと共に滞在していた時に初対面の王太子と互いに惹かれあったという。夫で王太子の父エドワード2世と不仲で、大陸へ移り助力を求めていたイザベラも2人の結びつきを利用し、フィリッパと王太子の結婚と引き換えにエノー伯から軍資金を貰い、1327年にクーデターを起こしエドワード2世を廃位、王太子を次の国王エドワード3世に即位させた。翌1328年にフィリッパとエドワード3世は約束通りヨーク大聖堂で成婚。2人は又従兄妹に当たるため、教皇の特免状を受けた。
エドワード3世との結婚生活は夫と共に戦場を駆け巡り、イングランド・フランス・スコットランドを転戦、夫が不在のイングランドで摂政を務め、技術導入を図りイングランドの発展に貢献した。1335年にフランドルの織物技術者をイングランドに招きノリッジで織物組合の結成を働きかけ、毛織物技術の導入を促した。また、1337年から始まった百年戦争では王と共にたびたび戦場に同行、1338年から1340年にかけてフランドルに滞在している。
1346年4月に夫が再度フランスへ遠征した時、イングランドの摂政を任された。スコットランド王デイヴィッド2世が南下すると迎撃に向かい、10月のネヴィルズ・クロスの戦いにおいては、全軍を前に激励の演説をしたという。戦いはデイヴィッド2世を捕虜としたイングランド軍の勝利となり、エドワード3世の方も8月のクレシーの戦い、9月から1347年8月にかけて包囲したカレーを落とし（カレー包囲戦）、イングランド軍は連戦連勝で勢いを増した。なお、1346年暮れにフィリッパもフランスへ渡りカレー包囲中の夫と合流、カレーが開城した際は夫に取り成して市民代表6人の処刑を中止させている。
カレー包囲戦以後はイングランドに戻り、1359年に3度目のフランス遠征に同行したが、イングランドに留まることが多くなった。イングランドでは新たな事業開拓を手掛けてティンディルで石炭採掘を奨励し、産業の振興に貢献した。また、詩人ジェフリー・チョーサーと交友のあったフランスの歴史学者ジャン・フロワサールを宮廷に招き、1361年から死ぬまでの8年間秘書として用いた。一方、長男エドワード黒太子をはじめ成長した息子達はフランス・イタリアなどヨーロッパ各国に散らばり、身近にいる家族が少なくなったフィリッパは次男ライオネル・オブ・アントワープの娘で同名の孫フィリッパを手元に置いて育てていた。
1369年、55歳でウィンザー城で死去し、ウェストミンスター寺院に埋葬された。
フィリッパ亡き後イングランドの国運は傾き、エドワード3世は愛人アリス・ペラーズに溺れる暗君に変わり、政治介入も許して国政を混乱させた。百年戦争はフランスの反撃で劣勢になり、イングランドの大陸領はわずかしか残らなかった。1376年に黒太子が死去、翌1377年にエドワード3世も後を追うように亡くなり、エドワード3世とフィリッパの孫で黒太子の遺児リチャード2世が幼少で即位したことでイングランドはさらなる混乱に見舞われることになる。

## 子女
エドワード3世との間に8男5女を儲けた。そのうち成人したのは5男4女である。
- エドワード黒太子（1330年 - 1376年） - コーンウォール公、アキテーヌ公、父に先立ち早世。リチャード2世の父。
- イザベラ（1332年 - 1379年） - ソワソン女伯。ベッドフォード伯アンゲラン7世・ド・クシーと結婚、娘マリーはバル公ロベール1世の嗣子であったアンリ・ド・マルルと結婚。
- ジョーン（1333年 - 1348年） - カスティーリャ王ペドロ1世と婚約したが、結婚前にペストで死去した。
- ウィリアム・オブ・ハットフィールド（1337年）
- ライオネル・オブ・アントワープ（1338年 - 1368年） - クラレンス公
- ジョン・オブ・ゴーント（1340年 - 1399年） - ランカスター公、ヘンリー4世の父。ランカスター朝の祖。
- エドマンド・オブ・ラングリー（1341年 - 1402年） - ヨーク公、ヨーク朝の祖。
- ブランシェ（1342年）
- メアリー（1344年 - 1362年） - ブルターニュ公ジャン4世と結婚
- マーガレット（1346年 - 1361年） - 第2代ペンブルック伯ジョン・ヘイスティングスと結婚
- トマス・オブ・ウィンザー（1347年）
- ウィリアム・オブ・ウィンザー（1348年）
- トマス・オブ・ウッドストック（1355年 - 1397年） - グロスター公